# Manu Ruys
Emmanuel Maria Edouard Eveline (Manu) Ruys (Antwerpen, 25 februari 1924 – Brugge, 7 december 2017) was een toonaangevend Belgisch journalist, redacteur en publicist.

## Biografie
Ruys was afkomstig uit een breeddenkende familie in de Antwerpse burgerij, waar het Frans toen vaak nog de voertaal was en het Nederlands meer terrein begon te winnen. Hij studeerde er aan het Onze-Lieve-Vrouwecollege en vervolgde aan de Katholieke Universiteit Leuven met Germaanse talen. Als student debuteerde hij als hoofdredacteur in het flamingante culturele maandblad Golfslag, dat in Antwerpen verscheen van 1945 tot 1950, en tijdens de repressie naar een sterkere band tussen katholieken en nationalisten streefde. Ruys had uitgesproken christelijke levensvisie, terwijl zijn persoonlijke politieke keuze voor Vlaamse zelfstandigheid in een federaal of confederaal België prominent was en gedurende zijn hele loopbaan stand hield.
Na het afronden van zijn studies ging hij aan de slag als parlementair redacteur bij De Standaard. In 1955 werd hij er chef van de binnenlandredactie, in 1960 politiek coördinator en commentator van de krantengroep De Standaard en in 1975 politiek hoofdredacteur. Ruys stond garant voor de identiteit van de Standaard-groep en de autonomie van de redactie toen de krant, na faillissement van haar uitgeverij in 1976, werd overgenomen door de Vlaamse Uitgeversmaatschappij (VUM) van reder André Leysen. In 1982 werd hij lid van de raad van bestuur van de VUM en later van het directiecomité. Na zijn pensionering in 1989 bleef hij nog regelmatig opinie-bijdragen leveren. In 1997 werd de samenwerking beëindigd. De ideologische koerswijziging die zich voltrok in De Standaard was daar niet vreemd aan.
Daarnaast was hij, zoals de meeste Wetstraat-journalisten in die tijd, vanaf 1952 verbonden aan de Dienst Beknopt Verslag van de Kamer van volksvertegenwoordigers, hiervan werd hij in 1983 directeur.
Manu Ruys was gedurende vijftig jaar de bevoorrechte getuige van de evoluties die het perslandschap en de politiek meemaakten. Jarenlang was hij hoofdredacteur van de kranten De Standaard en zusterkrant Het Nieuwsblad. Hij was in zijn tijd als hoofdredacteur een gezaghebbend politiek commentator en drukte mee zijn stempel op de publieke opinie aangaande de communautaire problematiek en de Belgische Staatshervorming. Manu Ruys bouwde in zijn functie jarenlang vertrouwelijke relaties op met politici van diverse politieke partijen. Naast zijn belangstelling voor de Vlaamse ontvoogding, die de Belgische actualiteit na de Tweede Wereldoorlog bleef overheersen, was hij ook geïnteresseerd in de ontwikkelingen in de voormalige Belgische kolonie Kongo, waarvoor hij nauwelijks parlementair engagement kon ontdekken.
Ook voorbij de leeftijd van 80 bleef Ruys de politieke actualiteit op de voet volgen en publiceerde af en toe opiniestukken in tijdschriften zoals Doorbraak van de Vlaamse Volksbeweging en het katholiek opinieweekblad Tertio.
Manu Ruys stierf op 7 december 2017 na een korte ziekte.

## Onderscheidingen
In 1995 ontving hij de Orde van de Vlaamse Leeuw. Op 11 juli 2015 kreeg hij het Groot Ereteken van de Vlaamse Gemeenschap.